# VisitBritain
VisitBritain är en brittisk näringslivsoberoende organisation som arbetar för att stimulera turism till Storbritanniens alla regioner. Turistbyrån hjälper resenärer och resebyråer med praktisk information, att hitta boende, tipsa om restauranger, evenemang, sevärdheter och säljer även teater- tunnelbane- och tågbiljetter. 